# Palazzo INA (Napoli)
Il Palazzo dell'INA è un palazzo di Napoli, ubicato in piazza Carità.

## Storia e descrizione
Fu eretto entro il 1938, durante il ventennio fascista, per ospitare la sede dell'Istituto Nazionale delle Assicurazioni (INA).
Il luogo dove sorge era originariamente adibito a giardino del vicino monastero di Monteoliveto, dove nel XIX secolo fu stabilito il primo orto botanico della città e poi un mercato di commestibili progettato da Stefano Gasse.
Secondo i primi progetti urbanistici, al suo posto doveva sorgere il palazzo della provincia, ma successive modifiche stabilirono che questo fosse costruito presso la nuova piazza della regia posta, odierna piazza Matteotti.
Il progetto si deve a Marcello Canino, uno dei più importanti architetti di Napoli; egli conferì al palazzo un aspetto razionalista e al tempo stesso monumentale. Un secondo edificio, attiguo ad esso, con ingresso su via Cesare Battisti e sempre di proprietà INA, fu realizzato alla fine degli anni trenta su progetto di Ferdinando Chiaromonte.
La struttura portante è in calcestruzzo armato e la facciata, composta da tompagni in laterizio e pietra calcarea, è dominata dal forte chiaroscuro determinato dalle ombre dei pilatri sporgenti; alla sommità del prospetto, invece riprende i motivi dell'architettura classica con l'utilizzo della piattabanda e archi a tutto sesto.
Il retro dell'edificio è giallo e riprende in pianta la forma di E con le balconate che percorrono i lati interni della pianta.